# Коростылёв, Павел Сергеевич
Павел Сергеевич Коростылёв (укр. Павло Сергійович Коростильов; род. 5 ноября 1997, Львов) — украинский стрелок, чемпион юношеских Олимпийских игр 2014 года. Старшая сестра Юлия — тоже профессиональный стрелок.

## Карьера
Коростылев одержал уверенную победу в стрельбе из пневматического пистолета с десяти метров на юношеских Олимпийских играх 2014. Набрав 203,4 балла, он установил новый юношеский мировой рекорд.
Принял участие в первых Европейских играх, прошедших летом 2015 года в Баку, Азербайджан. Там он занял пятое место в стрельбе из пневматического пистолета с десяти метров. Это позволило ему пройти квалификацию на летние Олимпийские игры 2016.
Зимой 2016 года сумел завоевать бронзовую награду на чемпионате Европы по стрельбе пневматическим оружием. На Олимпиаде в Рио-де-Жанейро он занял 35-е место в стрельбе с пневматического пистолета и 16-е — со скорострельного.
На втором этапе Кубка мира 2017 года, который проходил в Мюнхене, Коростылёв одержал свою первую победу в карьере на этих соревнованиях, набрав 240,9 очка и установив новый рекорд мира среди юниоров.
На чемпионате Европы 2017 года спортсмен завоевал шесть медалей. В стрельбе из пистолета на дистанции 50 метров Коростылёв повторил мировой рекорд четырёхкратного олимпийского чемпиона Чин Джон О, набрав 230,5 очка, и впервые в карьере стал чемпионом Европы. В стрельбе из пистолета на дистанции 25 метров спортсмен установил юниорский рекорд мира, набрав 581 очко, и стал двукратным чемпионом Европы. В командных соревнованиях Коростылёв выиграл два золота, одну серебряную и одну бронзовую медаль.
В 2018 году на чемпионате мира стал четвёртым в стрельбе из пневматического пистолета на 10 метров, что позволило ему стать первым украинским спортсменом, который завоевал лицензию на Летних Олимпийских играх 2020 года. В неолимпийских дисциплинах спортсмен сначала выиграл бронзовую медаль в стрельбе из пистолета центрального действия на 25 метров, а затем стал чемпионом мира в стрельбе из стандартного пистолета на 25 метров.
23 марта 2019 года на чемпионате Европы по стрельбе из пневматического оружия (с дистанции 10 м) в хорватском Осиеке Павел выиграл золото, набрав 241,3 очка.
На II Европейских играх в паре с Еленой Костевич завоевал бронзовую награду в стрельбе из пистолета на 25 м.